# Digi-Key
Digi-Key（ディジ・キー）は、アメリカ合衆国ミネソタ州に本拠を構える電子部品の通信販売を行う企業、およびその通販サイトである。
2006年10月現在、進出している国は創業国であるアメリカのほか、以下進出順にカナダ・日本・イギリス・ドイツ・フランス・韓国・中国（香港含む）・シンガポールである。

## 概要
社名は、創業前にロナルド・ストードルがアマチュア無線用のデジタル電子キーヤーキット（Digi-Keyer）の余剰部品を販売していたことに由来する。
1972年の創業から10年間は個人向けに絞った取引を行っていたため、ビジネス向けは全販売の20%しかなかったが、1982年から法人と個人の両方への販売を行っており、比率としてはビジネス向けが98%を占めている。しかしながら、その出自から個人向けの取引も積極的に取り扱う姿勢を見せている。電子工作系ホビイストにとっては、世界最大の電子部品ディストリビューターであり、オライリー発行の書籍『ハードウェアハッキング大作戦』(原題:Hardware Hacking Projects for Geeks)においても取り上げられている。また、国内の電子工学関連誌(CQ出版、オーム社等)でも広告を行っており、トランジスタ技術2008年1月号では、基板を同梱した別冊付録という形を取っている。
豊富な在庫と幅広い品揃えを実現するため、すべての発注はミネソタ州シーフリバーフォールズの本社に併設されている部品倉庫から発送していることを特徴とし、各国のカスタマーセンターは流通にはかかわっていない。発注は、インターネット、電話、FAXで受け付けているが、在庫確認などの利便性から、アメリカ以外の発注の大半はインターネットからである。商品の発送は、FedExとUPSが行っている。
webサイトは各国語版が用意されており、パラメーター検索やデータシートへのリンクが提供されているほか、購入時はその国の通貨を利用できる（日本については後述）。商品カタログも各国語版が用意されており、webサイトからPDF版カタログのダウンロードできる。アメリカ企業であるため、カタログ中のサイズなどの表記がヤード・ポンド法が基本となっている。特に、チップ部品のサイズ表記については、インチ・メートルが混載しており（例：0806→2016、と同時にメートル表記の0806もリストに存在する）、注意が必要である。

## 沿革
- 1972年 ロナルド・ストードル(創業者・現会長)が、ミネソタ大学で博士号を取得後、故郷であるシーフリバーフォールズにてアマチュア無線家や電子回路マニアを対象に電子部品を販売することを目的として創業[1]
- 1982年 法人向けの販売を開始
- 1985年 1976年よりゼネラルマネージャーを務めていたマーク・ラーソンが社長に就任。
- 1995年 webサイト立ち上げ
- 1997年 カナダへ進出
- 2002年 日本へ進出
- 2003年 イギリスへ進出
- 2004年 ドイツ・フランスなどヨーロッパ各国へ進出
- 2005年 中国・シンガポールなどアジア各国へ進出

## 日本国内からの利用
日本においては、秋葉原の電気街に代表されるような電子部品関連店の減少に伴う代替手段、また従来の電子部品店では入手困難な部品の調達にも利便性を持っていることから、その販路を広げつつある。欧米メーカー製の半導体の品揃えに強みがあり、この点においては、秋葉原より充実している。
日本サイトにおいては、後述する住所表記以外は日本語で発注でき、決済もクレジットカードあるいは銀行振込により日本円で行うことができる（海外サイトにおいてはその国の言語と通貨になる）。webサイトについて「極めて品揃えが良いと言えるが、同時にパーツ探しも大変である」と指摘する声もある。
前述の通り、発送はUPSまたはFedExがアメリカで行っているため、たとえ発送先が日本国内であっても住所を英語表記する必要がある点、再配達のサービス内容が日本の一般的な宅配便とは異なる点注意が必要である。税関通過後の国内配送については、ヤマト運輸に委託されることもある。
日本のカスタマーセンターとして、ジャパンコネクトが日本顧客サービスセンターを運営し代金回収など一部業務を行っていたが、2022年7月5日にDigi-Key Electronics 合同会社に社名変更してDigikey.jpとなった。